# Ocean Heights
Ocean Heights is een wolkenkrabber in Dubai, Verenigde Arabische Emiraten. De bouw van de woontoren, die staat in Dubai Marina, begon in 2007 en werd in 2010 voltooid.

## Ontwerp
Ocean Heights is 310 meter hoog, tot de hoogste verdieping gemeten 288,55 meter. Het telt 83 bovengrondse en 3 ondergrondse verdiepingen. Het heeft een totale oppervlakte van 113.416 vierkante meter, waarvan 73.326 bruibaar is.
Het gebouw bevat twee-, drie- en vierkamerappartementen van 67 tot 141 vierkante meter. Daarnaast biedt het plaats aan onder andere een zwembad, een sportschool en restaurants.
Het eerste ontwerp van de toren telde 38 verdiepingen. De tweede versie 50. De huidige versie is door Aedas in modernistische stijl ontworpen, waarbij de glazen gevel de draai volgt, die het gebouw maakt naarmate de hoogte toeneemt.

## Galerij

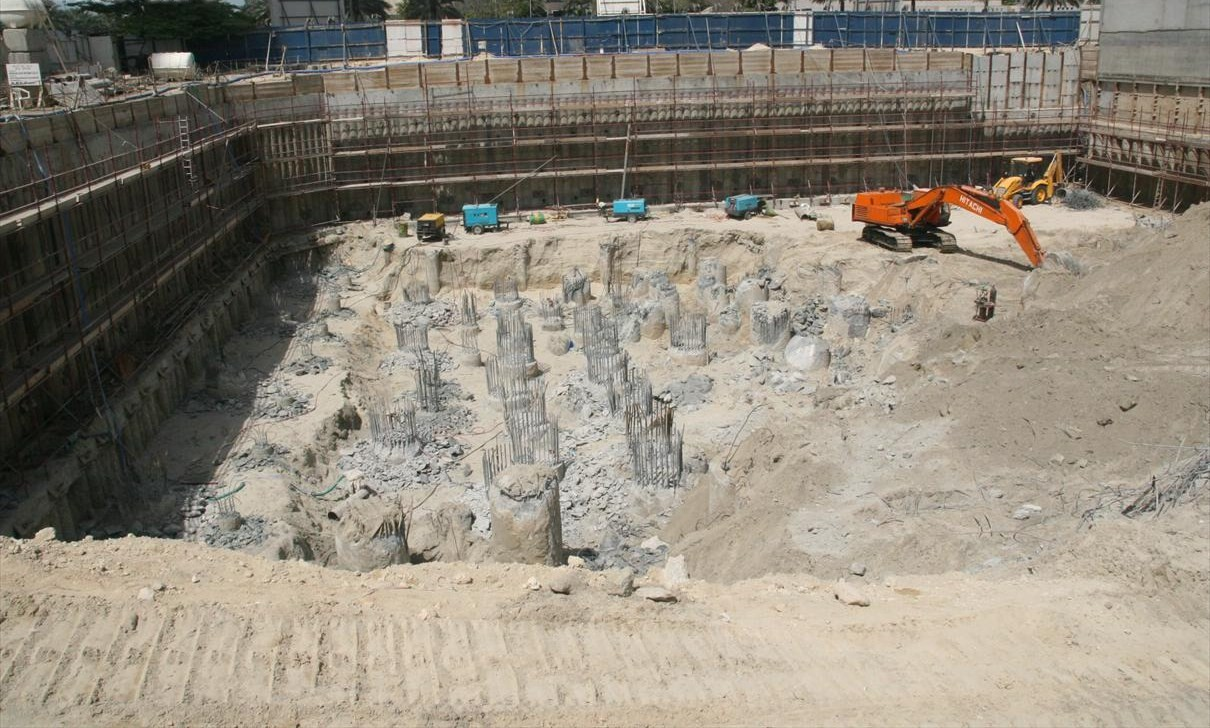
Ocean Heights op 9 maart 2007
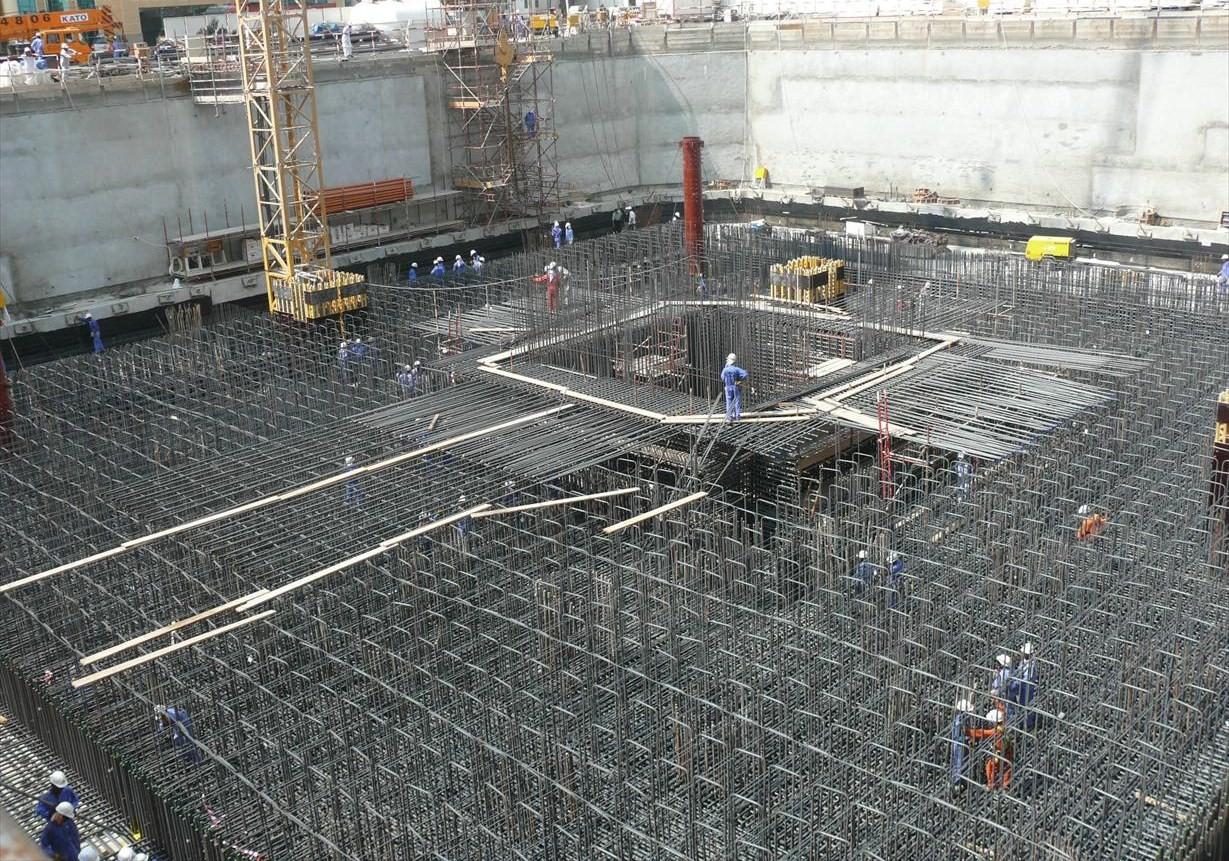
Ocean Heights op 24 oktober 2007
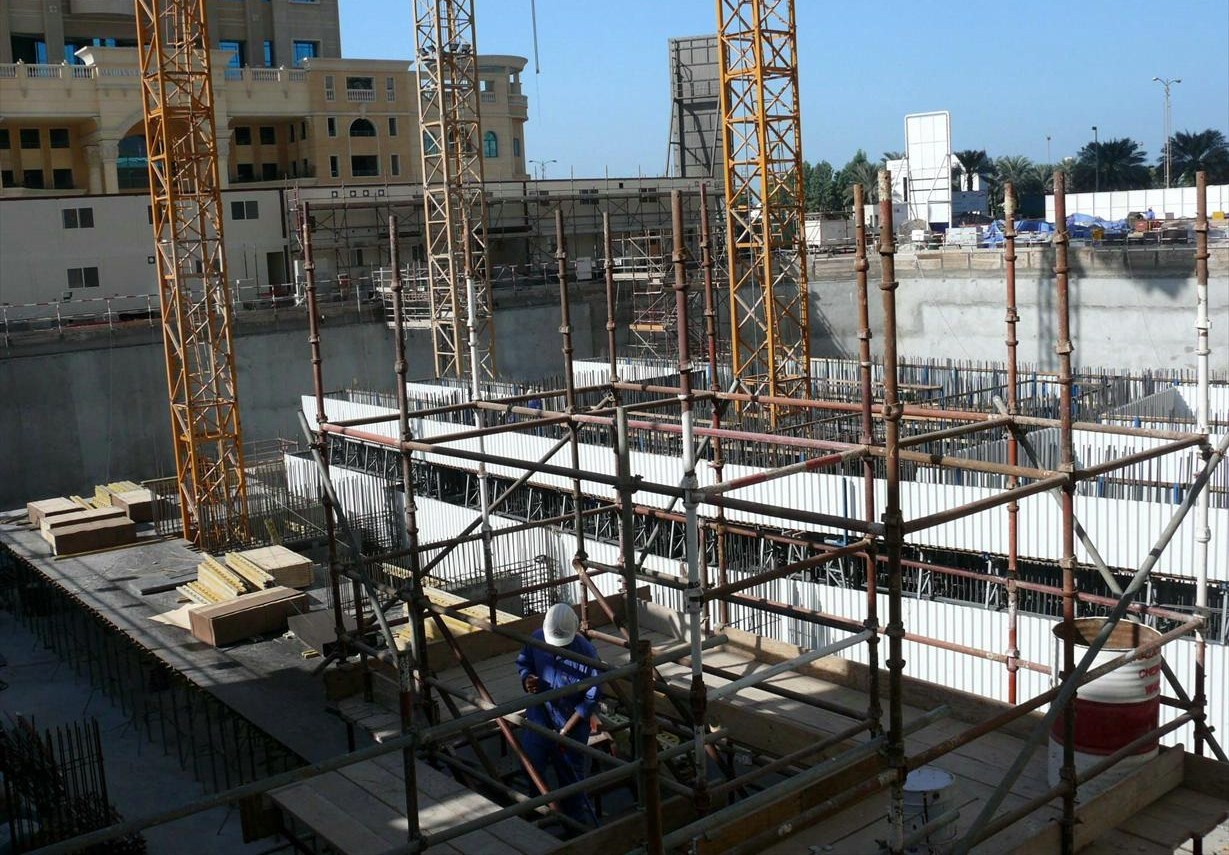
Ocean Heights op 20 december 2007